# Sulla giostra
Sulla giostra è un film del 2021 diretto da Giorgia Cecere.

## Trama
Due donne molto diverse fra loro si ritrovano, dopo anni, in una vecchia e bellissima casa nel Salento. Sarà l'occasione per trasformare il loro incontro nell'inizio di una nuova vita.

## Distribuzione
Il film è stato distribuito nelle sale cinematografiche italiane dal 30 settembre 2021.